# Dólar de plata de los veteranos estadounidenses discapacitados de por vida
El dólar de plata de los veteranos estadounidenses discapacitados de por vida es una moneda conmemorativa emitida por la Casa de la Moneda de los Estados Unidos en 2010. El anverso de la moneda fue diseñado por Don Everhart y presenta las piernas y botas de tres veteranos. El reverso de la moneda fue diseñado por Joseph Menna y representa una flor de Nomeolvides envuelta en una cinta que sostiene y sostiene racimos de ramas de roble, y la flor de Nomeolvides representa (como ha sido el caso desde la Primera Guerra Mundial) a quiebes lucharon y quedaron discapacitados, mientras que las ramas de roble representan la fuerza.

## Acuñación
El dólar de plata American Veterans Disabled for Life se acuñó tanto en prueba como sin circular, y ambas versiones se acuñaron en West Point Mint. Se autorizó un máximo de 350.000 monedas, aunque sólo se acuñaron 281.071 monedas (78.301 monedas sin circular y 202.770 monedas de prueba).
Se pagó un recargo de $10 que se agregó a cada moneda vendida a la Fundación LIFE Memorial de Veteranos Discapacitados. Dicho recargo apoyó la construcción del Monumento a los Veteranos Estadounidenses Discapacitados de por Vida en Washington D. C., que había sido autorizado por el Congreso una década antes.